# 嚴譔
嚴譔（？—869年），唐朝梓州盐亭（今四川省盐亭县）人。
他是严震从孙，与宰相杨收相友善。咸通年间，自桂管观察使擢升为江西节度使，改号镇南军。时南诏内寇，朝廷命严譔募士三万以备。严譔通过募兵贪污，向杨收行贿。韦保衡弹劾劾杨收、严譔，咸通九年（868年）十月，贬浙西观察使杨收为端州司马同正，杨收弟前浙东观察使、越州刺史、御史中丞杨严为韶州刺史，检校工部尚书、洪州刺史、镇南节度、江南西道观察处置等使严譔长流岭南。咸通十年（869年）四月，端州司马杨收长流驩州，和严譔一同在途中赐死。严譔之子严龟，唐昭宗时宣慰汴寨，著有《食法》十卷。